# Thumbpicking
Thumbpicking, também chamada de Travis picking, em referência a Merle Travis, é uma técnica de tocar guitarra ou violão utilizando o polegar da mão direita para o baixo ou ritmo (frequentemente com uma dedeira), e os outros dedos para fazer a parte da melodia. Merle Travis tornou famosa essa técnica, originada dos músicos black country blues, que depois foi sofisticada por Chet Atkins. 
Tommy Emmanuel, Chet Atkins, Jorma Kaukonen, Doc Watson são alguns guitarristas conhecidos que tocam esse estilo.